# Matilda Rapaport
Matilda Rapaport (ur. 29 stycznia 1986 w Sztokholmie, zm. 18 lipca 2016 w Santiago) – szwedzka narciarka dowolna. Była żoną narciarza alpejskiego Mattiasa Hargina i bratanicą aktorki Alexandry Rapaport.
Miała polskie i żydowskie korzenie. Jej dziadek, będący polskim Żydem, wyemigrował do Szwecji podczas II wojny światowej.
Rapaport wygrała zawody Xtreme Verbier z cyklu Freeride World Tour w 2013.
14 lipca 2016 Rapaport została zasypana pod lawiną podczas kręcenia filmu promocyjnego gry Steep dla firmy Ubisoft w miejscowości Farellones w Chile. Została znaleziona nieprzytomna pod śniegiem i przewieziona do szpitala w Santiago, gdzie zmarła cztery dni później.